# 15e étape du Tour d'Espagne 1999
 (juillet 2022).
Si vous disposez d'ouvrages ou d'articles de référence ou si vous connaissez des sites web de qualité traitant du thème abordé ici, merci de compléter l'article en donnant les références utiles à sa vérifiabilité et en les liant à la section « Notes et références ».

La 15e étape du Tour d'Espagne 1999 s'est déroulée le 20 septembre entre La Sénia et Valence.

## Récit
Viatcheslav Ekimov remporte cette étape au sprint après plus de 160 kilomètres d'échappée. Le Russe était sorti avec 8 autres coureurs et ont devancé le peloton de plus de 12 minutes.
Jan Ullrich conserve le maillot de oro.

## Classement de l'étape
|   | Coureur            | Pays       | Équipe      |    | Temps |
| - | ------------------ | ---------- | ----------- | -- | ----- |
| 1 | Viatcheslav Ekimov | Russie     | Amica Chips | en |       |
| 2 | Frankie Andreu     | États-Unis | US Postal   | +  | 0 s   |
| 3 | Paolo Bettini      | Italie     | Mapei       |    | 0 s   |

## Classement général
|   | Coureur                   | Pays      | Équipe           |    | Temps      |
| - | ------------------------- | --------- | ---------------- | -- | ---------- |
| 1 | Jan Ullrich               | Allemagne | Deutsche Telekom | en |            |
| 2 | Igor González de Galdeano | Espagne   | Vitalicio        | +  | 49 s       |
| 3 | Roberto Heras             | Espagne   | Kelme            |    | 2 min 35 s |